# Tiara

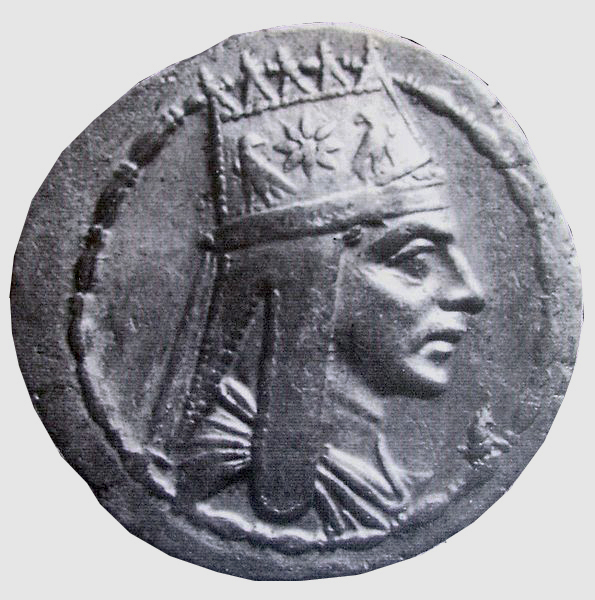
Tigranes den store iklädd en armenisk variant av tiaran utsmyckad med örnar.

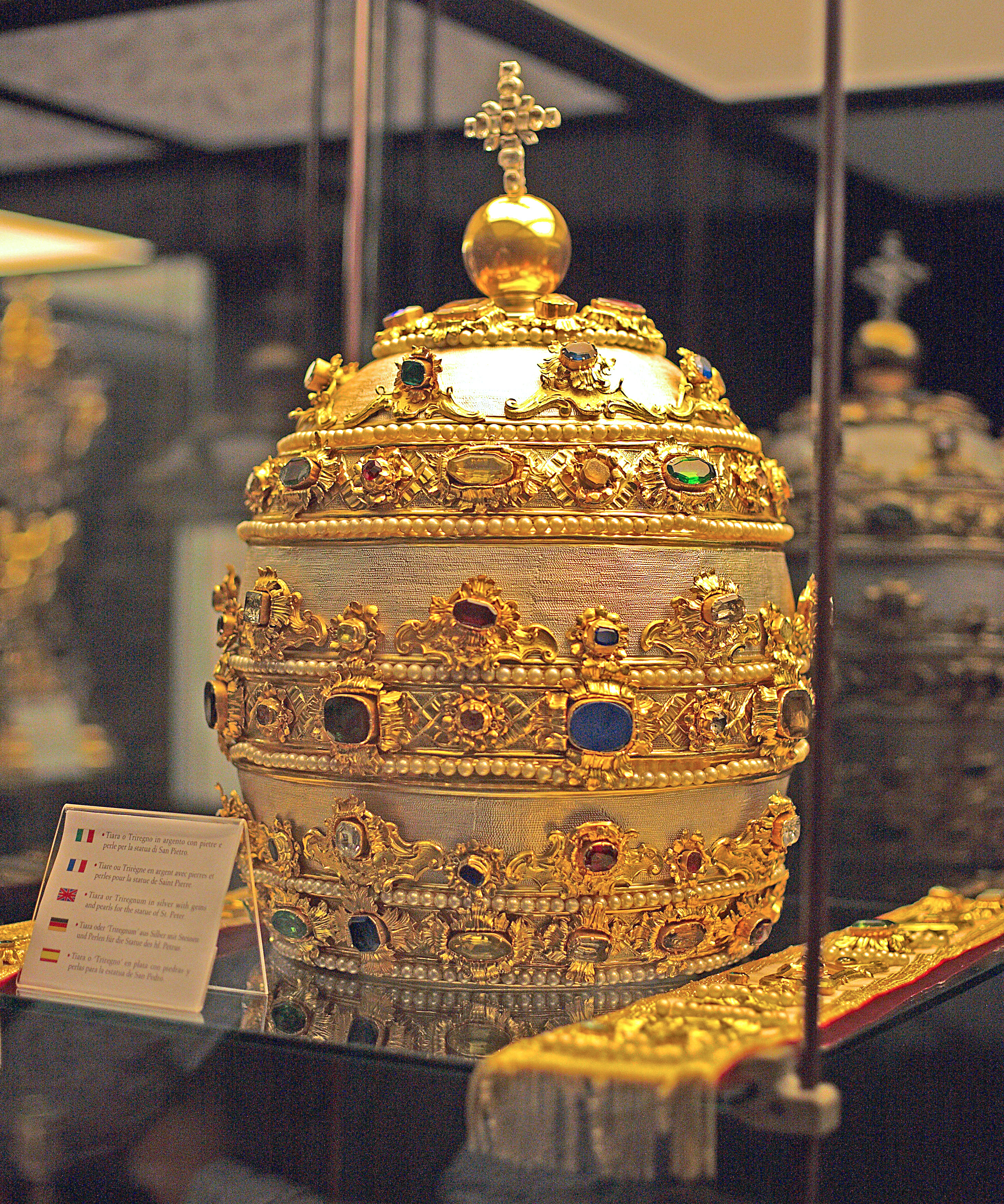
Påvlig tiara.

Tiara (grekiska: τιάρα, latin: tiara, från fornpersiskans tiyārā) eller tiar, är ett värdighetstecken i form av en hög, toppig huvudbonad. Den bars av fornorientaliska härskare och senare av påvarna. I utvidgad användning är tiara numera en vanlig benämning på ett praktfullt smycke påminnande om diadem.
Ursprungligen var tiaran var en persisk huvudbonad i form av en filtmössa eller huvudduk. Den särskilda "upprättstående tiaran", som även omgavs av ett diadem, var en symbol för storkungen och fick endast bäras av denne.
Från 800-talet och framåt användes en form av tiaran av påven. På 1300-talet fick den en bikupeliknande form försågs med tre kronringar, triregnum. Den påvliga tiaran har inte använts sedan Paulus VI:s kröning år 1963.